# Ensete livingstonianum
Ensete livingstonianum är en enhjärtbladig växtart som först beskrevs av J.Kirk, och fick sitt nu gällande namn av Ernest Entwistle Cheesman. Ensete livingstonianum ingår i släktet ensetebanansläktet, och familjen bananväxter. Inga underarter finns listade i Catalogue of Life.